# Nicolas Mas
Nicolas Mas, Perpinyà (Catalunya Nord), 23 de maig del 1980, és un jugador de rugby retirat nord-català de rugbi a 15, jugava a la posició de pilar. És cosí de Jérôme Schuster.
La seva carrera internacional va estar frenada per nombroses lesions: lesionat en el moment de la seva primera convocatòria contra els All Blacks el 2003, es lesiona a les cervicals amb una hèrnia discal contra Itàlia el 2005 (sis mesos de baixa). El 2006, un esquinç al bessó esquerre el fa renunciar a la gira del mes de juny (Romania, Springboks). Al maig del 2016, va anunciar la fi de la seva carrera al final de la temporada 2015-2016 tot renunciant a la proposta de la USAP per la temporada 2016-2017.

## Història

### A l'USAP
Des de 1999 :USAP
Ha jugat 34 partits en competicions europees, dels quals 31 a Copa d'Europa i 3 en competició europea a la European Challenge Cup.

### Al Montpellier Hérault RC
A l'estiu del 2013, Mas decideix fitxar per aquest equip fins a la seva retirada el 2016.

### Amb França
Amb la selecció de Rugbi de França va debutar el 28 de juny de 2003 contra l'equip de Nova Zelanda.
Participà en la Copa del Món de Rugbi de 2007 celebrada a França en substitució de Silvà Marconnet, lesionat.
El 23 d'octubre de 2011 va jugar la final de la Copa del món. La selecció francesa va perdre contra Nova Zelanda per 8 a 7.
També participà en la Copa del Món de Rugbi de 2015 celebrat a Anglaterra i País de Gal·les.

## Palmarès

### Amb club
- Campió de França: 2009
- Finalista del campionat de França: 2004 i el 2010
- Finalista de la copa d'Europa: 2003

### Amb l'equip francès
- 27 internacionalitats amb l'equip de França des de 2003
- 1 vegada capità el 2005
- Seleccions per any : 1 el 2003, 4 el 2005, 9 el 2007,8 el 2008,5 el 2009
- Torneig de les Sis Nacions disputats : 2005, 2007,2009
- Vencedor del torneig de les sis nacions : 2007
- Equipa amb França A :
- 2006 : 2 seleccions (Irlanda A, Itàlia A)
- 2004 : 2 seleccions (Itàlia A, Angleterre A)
- 2003 : 4 seleccions (Angleterre A, Escòcia A, Irlanda A, Itàlia A)
- Equip de França sub 21 anys : participació en el campionat del món 2001 a Austràlia